# 蓬泰库朗
蓬泰库朗（法語：Pontécoulant，法語發音：[pɔ̃tekulɑ̃] ⓘ）是法国卡尔瓦多斯省的一个市镇，属于维尔区。蓬泰库朗全境位于市镇诺曼底地区孔代，是诺曼底地区孔代的一块内飞地。

## 地理
蓬泰库朗（48°52'42"N, 0°35'17"W）面积2.38 平方千米，位于法国诺曼底大区卡爾瓦多斯省，该省份为法国西北部沿海省份，北濒大西洋英吉利海峡，东北与滨海塞纳省以海上边界相接，东临厄尔省，南至奧恩省，西与芒什省接壤。
与蓬泰库朗接壤的市镇（或旧市镇、城区）包括：诺曼底地区孔代。
蓬泰库朗的时区为UTC+01:00、UTC+02:00（夏令时）。

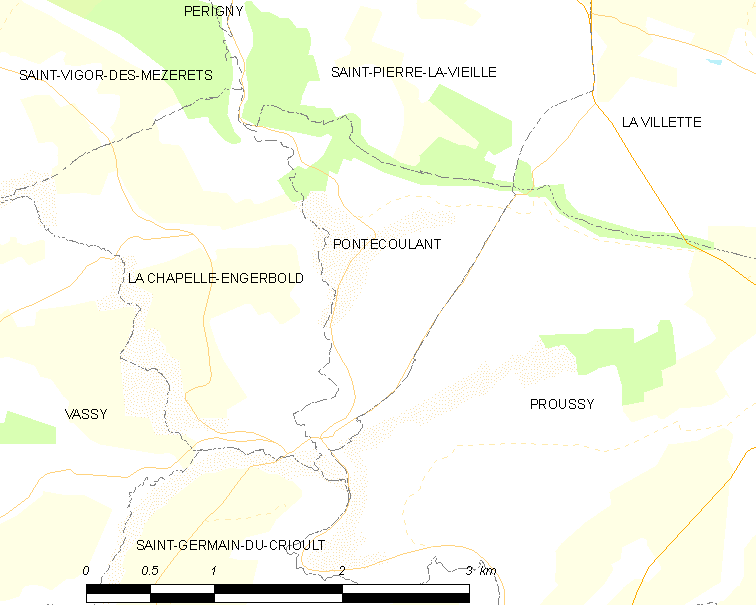
蓬泰库朗的OSM定位图

## 行政
蓬泰库朗的邮政编码为14110，INSEE市镇编码为14512。

## 政治
蓬泰库朗所属的省级选区为诺曼底地区孔代县。

## 人口

1962-2008年间蓬泰库朗人口变化图示

蓬泰库朗于2022年1月1日时的人口数量为71人。